# تاريخ ساكسونيا
بدأ تاريخ ساكسونيا المعروف، بقبيلة صغيرة عاشت على بحر الشمال في المنطقة الواقعة بين نهري إلبه وآيدر، فيما يعرف الآن بمنطقة هولشتاين (Holstein) بألمانيا. كان الكاتب اليوناني بطليموس هو أول من ذكر اسم قبيلة «الساكسون». اشتق اسم «ساكسون» من «سيكس» (Seax)، وهو اسم سكين كانت تستخدمه تلك القبيلة كسلاح. 

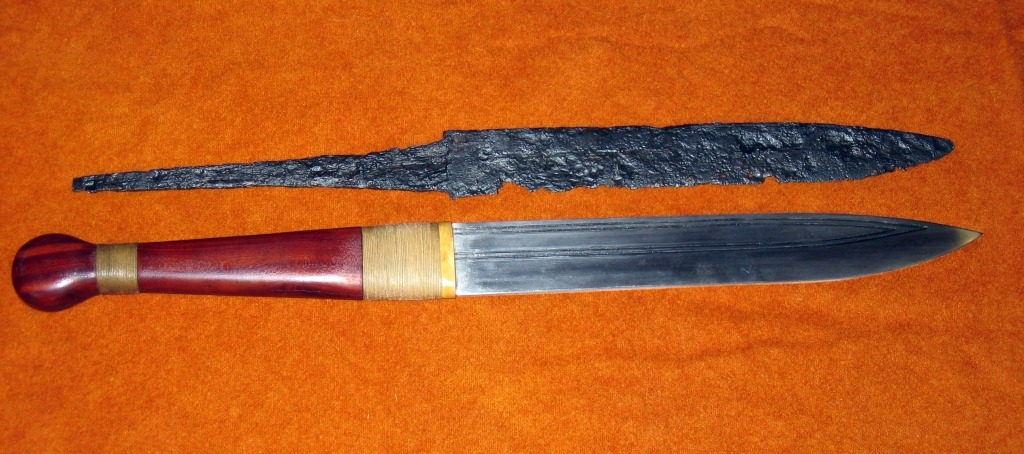
سكين "سيكس"، اشتق منه اسم قبيلة "ساكسونيا" التي كانت تستخدمه. في الصورة سكين قديم من القرن السابع الميلادي من مقبرة في ألمانيا، وتحته نسخة حديثة من نفس السكين.

في القرنين الثالث والرابع الميلاديين، كانت ألمانيا مأهولة باتحادات قبلية كبيرة من ألامانيون والبافاريون والثورنغيون والفرنجة، والفريسيون، والساكسونين. حلت تلك الاتحادات القبلية محل العديد من القبائل الصغيرة السابقة ذات أشكال الحكم القبلية الخاصة بها. وباستثناء السكسونيين، كان الملوك يحكمون كل هذه الاتحادات. وعلى العكس من ذلك، كان الساكسونيين ينقسمون إلى عدد من الجماعات المستقلة تحت حكم زعماء مختلفون. وفي أوقات الحروب، كان هؤلاء الزعماء يقترعون فيما بينهم لاختيار زعيم واحد يتبعه باقي زعماء القبائل الآخرون إلى حتى انتهاء الحرب.
في القرنين الثالث والرابع الميلاديين، حارب الساكسونيون القبائل الأخرى وتقدموا منتصرين نحو الغرب، وأطلقوا اسمهم على الاتحاد القبلي العظيم الذي امتد باتجاه الغرب وصولاً إلى الحدود السابقة للإمبراطورية الرومانية، أي تقريبًا إلى نهر الراين، ولم يبق سوى شريط صغير من الأرض على الضفة اليمنى لنهر الراين لقبيلة الفرنجة. توغل الساكسونيون باتجاه الجنوب حتى جبال هارز ومنطقة إيشسفيلد (Eichsfeld)، ثم في القرون التالية ضمّوا الجزء الأكبر من تورينغن. امتدت قوتهم باتجاه الشرق حتى نهري إلبه وساليفي البداية، ثم في القرون اللاحقة امتدت إلى أبعد من ذلك بكثير. كان ساحل بحر الشمال بأكمله (المحيط الألماني) ملكًا للسكسونيين باستثناء الجزء الغربي من نهر فيزر الذي احتفظ به الفريسيون.

## ساكسونيا الوثنية
يُنظر أحيانًا إلى كتاب الجغرافيا لبطليموس، الذي كُتب في القرن الثاني، على أنه يحتوي على أول إشارة مكتوبة عن السكسونيين. تذكر بعض نسخ هذا النص قبيلة تسمى «الساكسونيين» تسكن في المنطقة الواقعة شمال نهر إلبه السفلى. ومع ذلك، تشير الكتابات الأخرى إلى نفس القبيلة باسم «الأكسونيون» (Axones). ذكر بيدي أن ساكسونيا القديمة كانت بالقرب من نهر الراين، في مكان ما إلى الشمال من نهر ليبه، أي ما يعادل تقريبًا ويستفاليا (Westphalia)، الجزء الشمالي الشرقي من ولاية «وستفاليا شمال الراين» الألمانية الحديثة.
من القرن الثامن الميلادي، انقسم الساكسونيين إلى أربعة أقسام فرعية (جاو):
1. الوستفاليون، بين نهر الراين وفيزر (Weser).
2. الإنغريون (Engern أو Angrians)، على جانبي نهر فيزر.
3. الإيستفاليون، بين فيزر وإيلبه.
4. والترانس ألبينيون (Transalbingians)، فيما يعرف الآن بهولشتاين.
5. الاسم الوحيد الذي تم الحفاظ عليه هو الوستفاليون (Westphalians)، الذي أطلق لاحقًا على سكان مقاطعة ويستفاليا البروسية.

وحد ملك الفرنجة كلوفيس الأول (481م-511م) قبائل الفرنجة المختلفة، وغزا الرومان الغال، واعتنق المسيحية. تمكنت مملكة الفرنجة الجديدة من إخضاع جميع القبائل الجرمانية تحت سلطتها وجعلتهم مسيحيين، باستثناء السكسونيين الذين لم تسيطر عليهم، واستمرت الحرب بينهما لأكثر من مائة عام متواصلة تقريبًا، بين الفرنجة والساكسونيين.
بعد صراع دموي استمر ثلاثين عامًا (772م-804م)، استطاع الإمبراطور شارلمان إخضاع الساكسونيين أخيرًا للسيطرة الفرنجة. أقرب تاريخ يمكن فيه إثبات أن شارلمان قد غزا المقاطعات السكسونية هو عام 776م. كانت حملات شارلمان تهدف بشكل أساسي إلى معاقبة الساكسونيين على حملاتهم الكثيفة السنوية على نهر الراين.
سعى شارلمان إمبراطور الفرنجة بقوة إلى تحويل الساكسونيين إلى المسيحية، وشارك في قمع الدين الأصلي، وقام بأعمال وحشية مثل إعدام 4500 ساكسوني في فيردين عام 782م.

## دوقية ساكسونيا في العصور الوسطى ودوقية ساكس فيتنبرغ (880م–1356م)

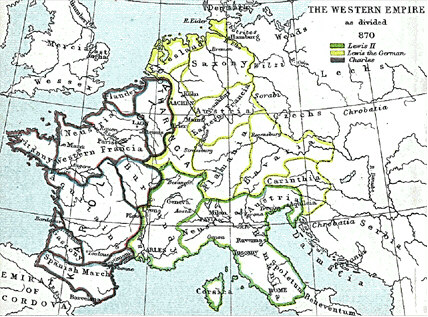
ساكسونيا عام 870م.

عندما قُسِّمَت مملكة الفرنجة بموجب معاهدة فيردان (843م)، أصبحت المنطقة الواقعة شرق نهر الراين مملكة الفرنجة الشرقية، والتي أصبحت بعد ذلك ألمانيا الحالية. كانت السلطة المركزية القوية غير موجودة في عهد ملوك الفرنجة الشرقيين الضعفاء من سلالة الكارولينجيون. أُجبرت كل قبيلة ألمانية على الاعتماد على نفسها للدفاع ضد غزوات النورسمان من الشمال والسلاف من الشرق، وبالتالي اختارت القبائل مرة أخرى الدوقات كحكام. كان أوتو الأغرّ (880م-912م) من سلالة ليودولف هو أول دوق سكسوني، وتمكّن من بسط سلطته على تورينغن. انتخب هنري ابن أوتو ملكًا على ألمانيا (919م-936م)؛ وكان هو بحق المؤسس الحقيقي للإمبراطورية الألمانية، وكان ابنه أوتو الأول (936م-973م) أول ملك ألماني من غير الكارولينجيين يستلم من البابا التاج الروماني الإمبراطوري (962م). جاء بعد أوتو الأول ابنه أوتو الثاني (973م-983م) ملكًا وإمبراطورًا، وخلفه ابنه أوتو الثالث (983م-1002م). ثم انتهت سلالة الأباطرة السكسونيين مع هنري الثاني (1002م-1024م). كان هنري الأول ملك ألمانيا ودوق ساكسونيا في نفس الوقت وقد خاض صراعًا طويلًا وصعبًا ضد السلاف على الحدود الشرقية لبلاده. كان الإمبراطور أوتو الأول أيضًا في الجزء الأكبر من عهده دوق ساكسونيا، وقام بتقسيم المنطقة التي حصل عليها إلى عدة «مرغريفيات» (margraviates).
كان «مرغريف» (Margrave) لقب من العصور الوسطى للقائد العسكري المكلف بالدفاع عن إحدى المقاطعات الحدودية للإمبراطورية الرومانية المقدسة أو للدفاع عن أحد الممالك. ثم أصبحت تلك المناطق تسمى «مرغريفيات». كانت أهم «المرغريفيات»:
1. «المارك الشمالي»، الذي تطورت منه مملكة بروسيا على مر الزمن.
2. مرغريفية مايسن، التي انبثقت منها مملكة ساكسونيا.

قُسِّمَ كل «مارك» إلى مناطق، ليس فقط للأغراض العسكرية والسياسية ولكن أيضًا للأغراض الكنسية: وكانت النقطة المركزية لكل منطقة قلعة محصنة.
أرسى أوتو الأول أسس التنظيم الكنيسي في هذه المنطقة، بأن جعل الأماكن الرئيسية المحصنة التي أنشأها في مختلف «الماركات» أبرشيات. في عام 960م، نقل أوتو الأول سلطة الدوقية على ساكسونيا إلى المارغريف «هيرمان بيلونج» (Hermann Billung)، الذي تميز من خلال الصراع العسكري مع السلاف، وأصبح لقب الدوقية وراثيًا في عائلة الكونت هيرمان من بعده. أصبحت دوقية ساكسونيا القديمة هذه، كما يُطلق عليها تمييزًا عن دوقية ساكس فيتنبرغ، مركزًا لمعارضة الأمراء الألمان للسلطة الإمبراطورية في عهد الأباطرة الفرانكونيين أو الساليين. مع وفاة الدوق ماغنوس في عام 1106م، انقرضت عائلة الدوق بيلونغ الساكسونية.
أعطى الإمبراطور هنري الخامس (1106م-1125م) دوقية ساكسونيا ;إقطاعية إلى الكونت لوثر الثالث من سوبلينبرج (Supplinburg)، والذي أصبح في عام 1125م ملكًا لألمانيا، وعند وفاته (1137م) نقل دوقية ساكسونيا إلى صهره، دوق هنري الفخور، من عائلة فلف (Welf) الأميرية (Guelph). رفض هنري الأسد مساعدة الإمبراطور فريدريش الأول بربروسا في حملته ضد مدن لومبارديا في عام 1176م، وبالتالي في عام 1180م أُعلن الحظر الإمبراطوري ضد هنري في فورتسبورغ، وفي 1181م قامت الجمعية التشريعية في غلنهاوزن (Gelnhausen) بتقطيع دوقية ساكسونيا القديمة إلى أجزاء صغيرة كثيرة ومنحت الجزء الأكبر من المنطقة الغربية، تحت اسم دوقية وستفاليا، إلى مطرانية كولونيا. واكتسب الأساقفة السكسونيون الذين كانت لهم سلطة سيادية على أراضيهم، صفة "إلإمبراطورية الفورية" على الرغم من خضوعهم لسلطة دوق ساكسونيا، فأصبحوا خاضعين للحكومة الإمبراطورية فقط؛  وكذلك كان الحال مع عدد كبير من المقاطعات والمدن العلمانية.
الجمعية التشريعية في غلنهاوزن (Gelnhausen) لها أهمية كبيرة في تاريخ ألمانيا. أعمل الإمبراطور فريدريك هنا عملاً قانونيًا عظيمًا. ومع ذلك، كان تقسيم بلاد السكسونيين الواسعة إلى عدد كبير من الإمارات الخاضعة فقط للحكومة الإمبراطورية أحد أسباب نظام الدول الصغيرة التي ثبت أنها غير مواتية لألمانيا في تاريخها اللاحق. لم تحمل أراضي الدوقية القديمة اسم ساكسونيا مرة أخرى؛ بل حصل الجزء الغربي الكبير على اسم ويستفاليا. ومع ذلك، فيما يتعلق بالعادات وخصائص الكلام، فإن تسمية ساكسونيا السفلى لا تزال موجودة للمقاطعات الواقعة في إلبه السفلى، أي الجزء الشمالي من مقاطعة ساكسونيا، وهانوفر، وهامبورغ، وما إلى ذلك، تميزًا عن ولاية سكسونيا العليا، أي مملكة ساكسونيا وتورينغن. منذ عصر تحول الساكسونيين إلى المسيحية وحتى ثورة القرن السادس عشر، نشأت حياة دينية ثرية في المنطقة التي كانت جزءًا من دوقية ساكسونيا في العصور الوسطى. بلغ الفن والتعلم والشعر وكتابة التاريخ درجة عالية من الكمال في العديد من الأديرة. من بين أماكن التعلم الأكثر شهرة كانت مدارس الكاتدرائية والأديرة في كورفي وهيلدسهايم وبادربورن ومونستر. أنتج هذا العصر كنائس معمارية رائعة على الطراز الرومانسكي لا تزال قائمة، مثل كاتدرائيات جوسلار وسوست وبرونسويك وكنيسة القديس بارثولوميو في بادربورن والكنائس الجماعية في كيدلينبرج وكونيجسلوتر وجيرنرود، إلخ. يوجد في هيلدسهايم، التي تحتوي على الكثير من الأعمال الرومانية، كنائس رائعة بشكل خاص من هذا الطراز. إن الكاتدرائيات في ناومبورغ وپادربورن (Paderborn) ومونستر وأوسنابروك هي أمثلة رائعة على تلك الفترة الانتقالية. فقط عدد قليل من هذه المباني لا يزال تابعًا للكنيسة الكاثوليكية.

### بلاطينات سكسونيا
أنشأ الملك أوتو الأول ما سُمّيَ «بلاطينية سكسونيا»(بالإنجليزية: Palatinate of Saxony)‏ (بالألمانية: Pfalzgrafschaft Sachsen) في الجزء الجنوبي من دوقية ساكسونيا، في منطقة «سالي أونستروت» (Saale-Unstrut). وكانت تلك البلاطينيات مقاطعات يحكمها شخص في منصب اسمه «بلاطين» أي الحاكم. كان أول كونت بلاطين سكسوني من عائلة جوسيك (Goseck) هو بورشارد Burchard (1003م إلى 1017م، حفيد ديدي Dedi). عند وفاة فريدريك الخامس في عام 1179م، انتهت سلالة جوسيك من توارث منصب كونتات البلاطين. في نفس العام، منح الإمبراطور فريدريك بربروسا منصب بالاطين ساكسونيا إلى لويس الورع (Louis the Pious) من عائلة لودوفينجيان (Ludovingian) الذي تنازل لأخيه هيرمان عام 1181م. بعد وفاة هيرمان عام 1217م، تولى منصب البلاطين ابنه لويس.
عندما توفي لودفيج الرابع في حملة صليبية عام 1227م، تولى شقيقه هنري راسپي (Henry Raspe) إدارة شؤون الدولة نيابة عن ابن لويس القاصر هيرمان الثاني. توفي هيرمان الثاني عام 1241م عن عمر يناهز 19 عامًا وأصبح هنري راسپي حاكمًا رسميًا. نظرًا لأن هنري راسپي بقي أيضًا بدون أطفال، فقد حصل على إقطاعية بالاطين ساكسونيا لابن أخته هنري الأغرّ (Henry the Illustrious) من عائلة آل فتين إلى جانب تورينغن (Landgraviate of Thuringia).
بعد وفاة هنري الأغرّ، أصبح أمير عائلة فلف (Welf)، الدوق هنري الأول أمير برونسويك-غروبنهاجن (Brunswick-Grubenhagen) (توفي عام 1322م)، كونت بالاطين ساكسونيا الجديد.
في عام 1363م، ذُكر اسم «بالاطين ساكسونيا-ألستد» (Palatinate of Saxony-Allstedt) لأول مرة.

## منتخبية ساكسونيا (1356م-1806م)

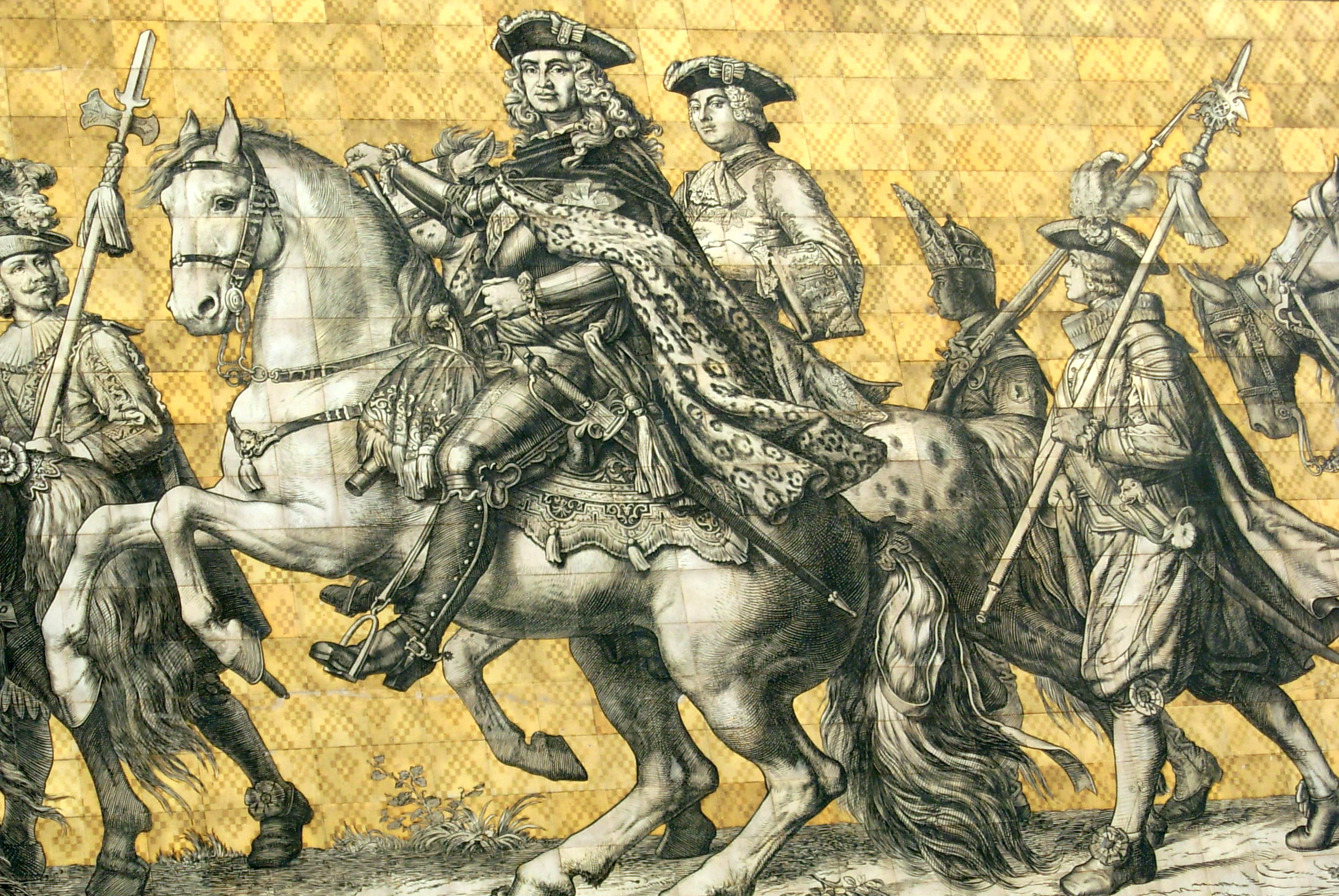
ملوك بولندا وناخبو ساكسونيا ؛ أغسطس الثاني في المقدمة وأغسطس الثالث خلفه كما تم تصويرهما على جدارية فورستنزوغ (Fürstenzug) في دريسدن.

بدأ الإصلاح البروتستانتي في القرن السادس عشر تحت حماية ناخبي ساكسونيا. في عام 1517م، نشر مارتن لوثر أطروحاته الـ 95 في كنيسة قلعة فيتنبرغ (Wittenberg). ظل الناخبون نقطة محورية في الصراع الديني طوال فترة الإصلاح وحتى حرب الثلاثين عامًا اللاحقة.
عد تفكك دوقية ساكسونيا في العصور الوسطى، استُخدِمَ اسم ساكسونيا لأول مرة على جزء صغير من الدوقية الواقعة عند نهرإلبه حول مدينة فيتنبرغ. عندما أصدر الإمبراطور الروماني المقدس كارل الرابع في عام 1356م "المرسوم الذهبي" ليحدد القانون الأساسي للإمبراطورية الذي حسم طريقة انتخاب الإمبراطور، أصبحت دوقية ساكس فيتنبرغ بموجب هذا المرسوم واحدة من سبع دوائر انتخابية، وتم ترقيتها لتصبح «مُنتخبية ساكسونيا» (Electorate of Saxony)، ولم يكن ذلك يتناسب مع المساحة الصغيرة للدولة. بالإضافة إلى ذلك، تطلب وضع ساكسونيا كمُنتخبية بأن تكون الخلافة على الحُكم قائمة على أساس البكورة (أكبر الأبناء)، مما حال دون تقسيم الإقليم بين العديد من الورثة وما يترتب على ذلك من تفكك البلد لمناطق أصغر.
عقب انتهاء حرب الثلاثين عامًا، كان حُكام ساكسونيا وسكانها قد أصبحوا من اللوثريين. ثم في القرن الثامن عشر تحول فريدريك أوغسطس الأول إلى الكاثوليكية الرومانية ليتوَّج ملكًا على بولندا باسم أغسطس الثاني. استمر الاتحاد البولندي السكسوني والدولة المزدوجة حتى وفاة أغسطس الثالث عام 1763م، وطوال هذه السنوات، ظل أغلبية سكان ساكسونيا بروتستانت إلى حد كبير.
في عام 1756م، انضمت ساكسونيا إلى تحالف النمسا وفرنسا وروسيا ضد بروسيا. قرر فريدريك الثاني من بروسيا الهجوم الوقائي وغزو ساكسونيا في أغسطس 1756م، مما عجل بحرب السنوات السبع. هزم البروسيون سريعاً ساكسونيا ودمجوا الجيش الساكسوني في الجيش البروسي، ولكنهم أخطئوا عندما تركوا الجنود في وحداتهم العسكرية كما كانوا بدلاً من دمجهم مع باقي الوحدات الأخرى، فانفصلت كل الوحدات السكسونية كاملة وهجرت الجيش، ومع نهاية حرب السنوات السبع، أصبحت ساكسونيا دولة مستقلة مرة أخرى.
عندما بدأت الإمبراطورية الفرنسية لنابليون الأول حربًا مع بروسيا في عام 1806م، تحالفت ساكسونيا في البداية مع بروسيا لكنها انضمت بعد ذلك إلى نابليون ودخلت اتحاد نهر الراين وتحولت «منتخبية ساكسونيا» فأصبحت «مملكة ساكسونيا» وأصبح المُنتخَب فريدريش أوغسطس الثالث ملكًا باسم: فريدريش أغسطس الأول.

## مملكة ساكسونيا (1806م-1918م)

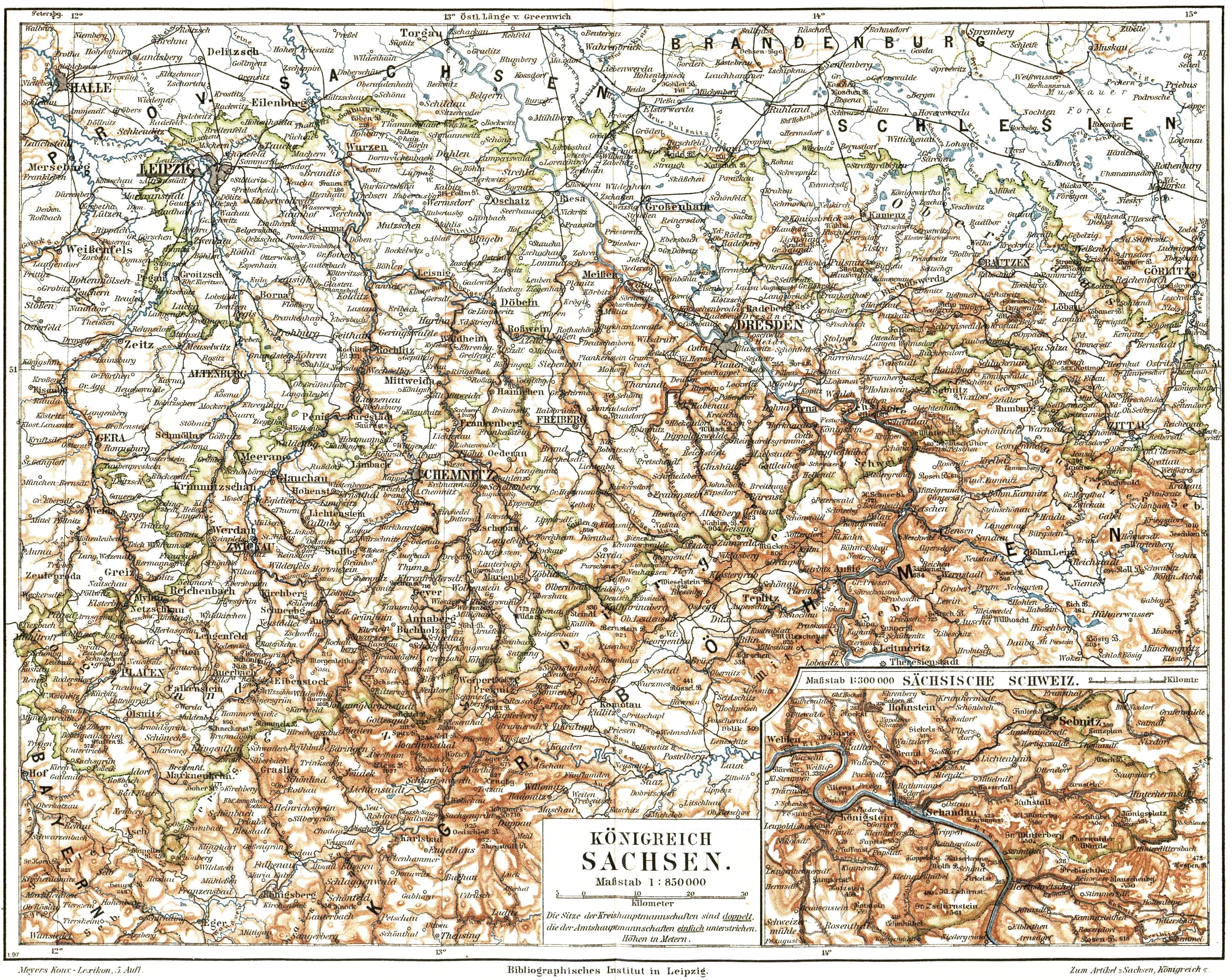
مملكة ساكسونيا عام 1895م.

كانت المملكة الجديدة حليفة لفرنسا في جميع الحروب النابليونية في أعوام 1807م-1813م. في بداية الحملة الألمانية الكبرى عام 1813م، لم يقف الملك إلى جانب نابليون ولا مع خصومه المتحالفين ولكنه وحّد قواته مع قوات فرنسا عندما هدد نابليون بمعاملة ساكسونيا كدولة معادية. في معركة لايبزيغ (16-18 أكتوبر 1813م) عندما انهزم نابليون تمامًا، هجر الجزء الأكبر من القوات السكسونية قوات التحالف. نُقل مَلِك ساكسونيا كسجين بروسي إلى قلعة فريدريشسفيلد (فوردة) بالقرب من برلين. اقتطع مؤتمر فيينا (1814م-1815م) من ساكسونيا الجزء الأكبر من أراضيها وأعطاها لبروسيا، أي 7,800 ميل مربع (20,000 كـم2) ويبلغ عدد سكانها حوالي 850.000 نسمة. تضمنت هذه الأراضي التي تم التنازل عنها: دوقية ساكس فيتنبرغ السابقة، والممتلكات السابقة لأبرشيتي ميرسيبورغ ونومبورغ، وجزء كبير من لوساتيا، إلخ. كل الأراضي التي حصلت عليه بروسيا، مع إضافة بعض المناطق البروسية القديمة، تشكلت جميعها في مقاطعة ساكسونيا. لم يُترك لمملكة ساكسونيا سوى مساحة 5,789 ميل مربع (14,990 كـم2) وكان عدد سكانها في ذلك الوقت 1.500.000 نسمة، وفي ظل هذه الظروف، أصبحت عضوًا في الاتحاد الألماني الذي تأسس عام 1815م. وقف الملك يوهان ملك ساكسونيا (1854م-1873م) إلى جانب النمسا في الصراع بين بروسيا والنمسا على السيادة في ألمانيا. وبالتالي، في حرب عام 1866م عندما انتصرت بروسيا، تعرض استقلال ساكسونيا للخطر مرة أخرى. كان تدخل الإمبراطور النمساوي فقط هو ما أنقذ ساكسونيا من أن تستوعبها بروسيا بالكامل، ورغم ذلك اضطرت المملكة للانضمام إلى اتحاد شمال ألمانيا الذي كانت بروسيا ترأسه. في عام 1871م أصبحت ساكسونيا إحدى ولايات الإمبراطورية الألمانية التي تأسست حديثًا. وخلف الملك يوهان بعد موته ابنه الملك ألبرت (1873م-1902م). ثم خلف ألبرت بعد موته شقيقه جورج (1902م–1904م)؛ وكان الملك فريدريش أغسطس الثالث ملك ساكسونيا هو ابن جورج. ترهبن الأمير ماكسيميليان (من مواليد 1870م) شقيق الملك، وأصبح كاهنًا في عام 1896م، وكان يعمل في أعمال الرعية في لندن ونورمبرغ، ثم أصبح أستاذًا للقانون الكنسي والليتورجيا في جامعة فرايبورغ في سويسرا منذ عام 1900م. كانت مملكة ساكسونيا هي خامس ولاية من دول الإمبراطورية الألمانية من حيث المساحة والثالثة من حيث عدد السكان، وفي عام 1905م كان متوسط عدد السكان لكل ميل مربع هو 778.8. وكانت ساكسونيا هي أكثر دول الإمبراطورية كثافة سكانية، بل كانت الأكثر من بين كل دول أوروبا بسبب الهجرة الكبيرة جدا إليها بسبب تطور الصناعات. في عام 1910م بلغ عدد السكان 5,302,485 نسمة، منهم 218.033 كاثوليكيًا؛ 4250398 إنجيلي لوثري؛ 14.697 يهوديًا؛ ونسبة صغيرة من الطوائف الأخرى. الأعداد الكبيرة الحالية من السكان الكاثوليك في ساكسونيا يرجع سببهم إلى حد كبير إلى الهجرة الواسعة خلال القرن التاسع عشر. الكاثوليكية التي يمكن إرجاعها إلى الفترة التي سبقت الإصلاح، تتواجد فقط في قسم واحد، هو القسم الحكومي في باوتزن (Bautzen). ولا توجد منطقة كاثوليكية بالكامل، ولكن هناك عدد من القرى سكانها كاثوليكيين بالكامل تقريبًا، ومدينتان هما أوستريتز وشيرجيسوالد (Ostritz و Schirgiswalde) حيث يتواجد الكاثوليك كأغلبية. وتجدر الإشارة أيضًا إلى أن حوالي 1.5٪ من سكان ساكسونيا كانوا يتكونون من بقايا قبيلة سلافية يطلق عليها الألمان الونديين (Wend)، ولغتهم الأم هي «سيربيو» (Serbjo). هؤلاء الونديون الذين يبلغ عددهم حوالي 120,000 شخص ويعيشون في سكسونيا وبروسيا لوساتيا ، كانوا محاطين بالكامل بالسكان الألمان؛ ونتيجة لذلك، بسبب التأثير الألماني، بدأت لغة الوينديين في الاختفاء التدريجي. كان يعيش حوالي 50,000 وندي في مملكة ساكسونيا ؛ من هؤلاء حوالي 12,000 ينتمون إلى الكنيسة الكاثوليكية ؛ منهم حوالي خمسين قرية ويندية كاثوليكية بالكامل. وكان يوجد أيضًا عدد كبير من السكان الونديين في مدينة باوتزن التي كان يقطنها 30,000 نسمة، منهم 7,000 من الونديين.

## بعد عام 1918م

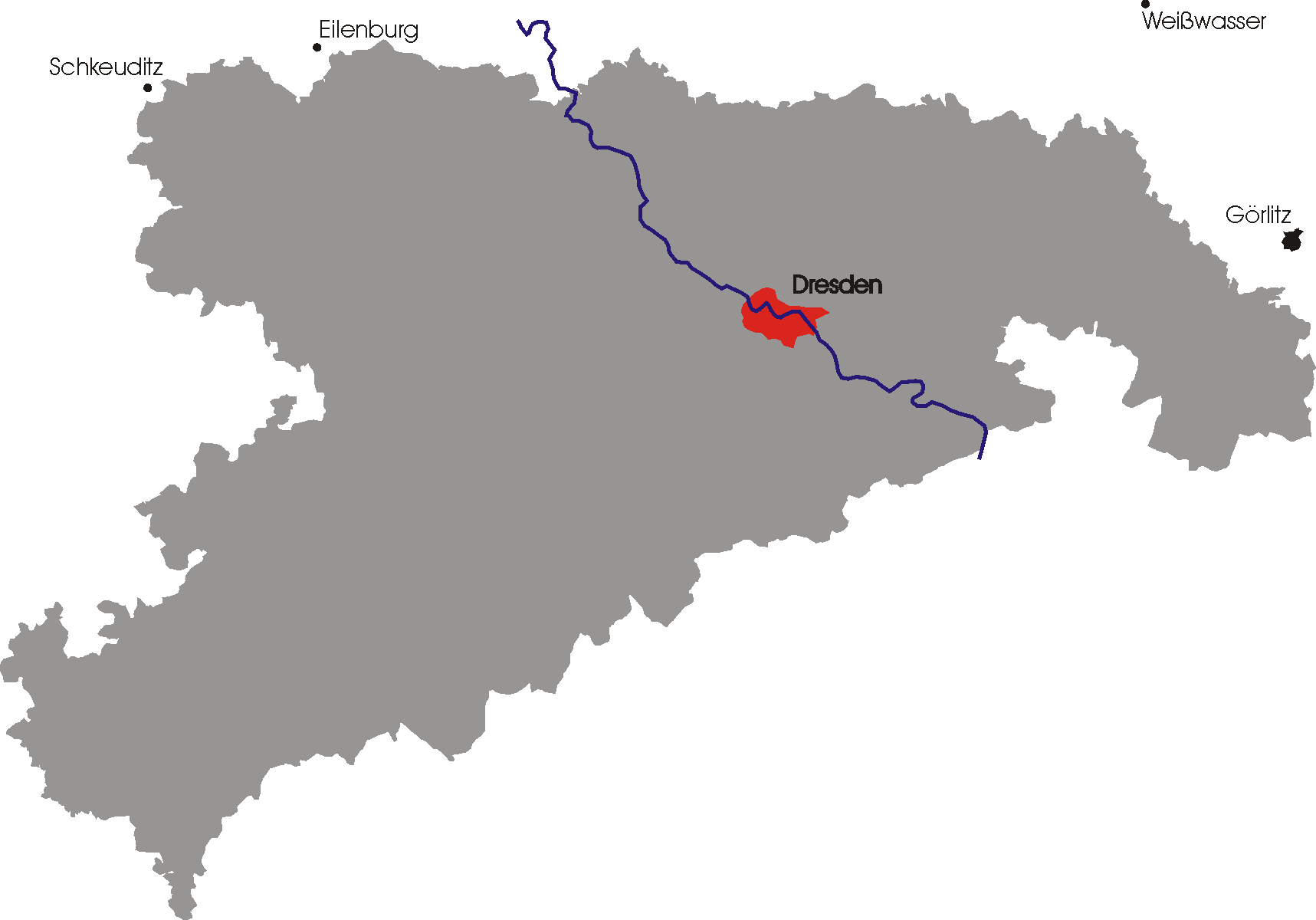
ساكسونيا عام 1930م.

بعد عام 1918م، كانت ساكسونيا ولاية في جمهورية فايمار وكانت مسرحًا للإطاحة بغوستاف شتريسمان من الحكومة التي كان يقودها الحزب الشيوعي في ألمانيا (KPD) والحزب الديمقراطي الاجتماعي الألماني (SPD)، بعد الإطاحة بهما عام 1923م. استمرت سكسونيا في الوجود خلال الحقبة النازية وتحت الاحتلال السوفيتي، ثم حُلَّت في عام 1952م، وقُسمت إلى ثلاثة «بيزيركات» (Bezirke) أصغر على هم لايبزيغ ودرسدن وكارل ماركس شتات، ولكن أعيد تأسيسها ضمن حدود متغيرة قليلاً في عام 1990م بعد إعادة توحيد ألمانيا. تضم ولاية ساكسونيا الحرة اليوم أيضًا جزءًا صغيرًا من سيليزيا البروسية السابقة حول بلدة غورليتس التي ظلت ألمانية بعد الحرب والتي دُمجت في ساكسونيا لأسباب واضحة لمنعها من الاستقرار كدولة منفصلة. أصبحت هذه المنطقة جزءًا من سيليزيا بعد عام 1815م وكانت من قبل تحت بوهيميا كجزء من «لوساتيا العليا» قبل عام 1623م، وسابقاً كجزء من ساكسونيا بين أعوام 1623م إلى 1815م.

## مقاطعة ساكسونيا البروسية
كانت مساحة مقاطعة ساكسونيا البروسية تبلغ 9,746 ميل مربع (25,240 كـم2)، وفي عام 1905م كان عدد سكانها 2,979,221 نسمة. منهم 230,860 (7.8٪) كاثوليك ، و 2,730,098 (91٪) بروتستانت، و 9,981 لديهم أشكال أخرى من الإيمان المسيحي ، و 8,050 من اليهود. خلال أشهر الصيف ، جاء إلى البلاد ما يقرب من 15,000 إلى 20,000 عامل كاثوليكي يُطلق عليهم ساخسنغينجر (Sachsengänger)، وكانوا بولنديين من مقاطعة بوزن البروسية ، من بولندا الروسية، أو غاليسيا. تم تقسيم المقاطعة إلى ثلاث إدارات حكومية هي ماغدبورغ وميرسيبورغ وإرفورت. تم تشكيل مقاطعة ساكسونيا البروسية في عام 1815م، حوالي 8,100 ميل مربع (21,000 كـم2) في المدى الذي تنازلت عنه مملكة ساكسونيا ، مع إضافة بعض المناطق التابعة بالفعل لبروسيا ، وأهمها ألتمارك ، التي انبثقت منها دولة بروسيا، والإمارات السابقة المباشرة لأسقفية ماغديبورغ وأسقفية هالبرشتات ، التي كانت بروسيا قد حصلت عليها بمعاهدة سلام ويستفاليا (1648م) في ختام حرب الثلاثين عامًا ؛ وآيشسفلد (Eichsfeld) مع مدينة إرفورت وضواحيها.
حتى عام 1802م، كان آيشسفلد وإيرفورت (Erfurt) تتبعان إمارة رئيس أساقفة ماينز ؛ لذلك ، احتفظ عدد كبير من السكان بالإيمان الكاثوليكي أثناء الإصلاح. فيما يتعلق بالشؤون الكنسية ، تم إدراج مقاطعة ساكسونيا تحت إدارة أبرشية بادربورن بموجب المرسوم البابوي المعنون «على خلاص النفوس» (De salute animarum) بتاريخ 16 يوليو 1821م. احتوت المقاطعة على ثلاثة أقسام إدارية كنسية:
1. المفوضية الأسقفية لماغدبورغ التي احتضنت كامل الدائرة الحكومية لماغدبورغ وتتألف من أربعة عمداء و 25 رعية.
2. «المحكمة الكنسية» في إرفورت ، والتي تضمنت الدائرة الحكومية لميرسيبورغ والنصف الشرقي للإدارة الحكومية لإرفورت ؛ وتتألف من عميدتين (هالي وإرفورت) و 28 أبرشية.
3. المفوضية الأسقفية في هايليغنشتات ، والتي احتضنت النصف الغربي من الدائرة الحكومية لإرفورت ، والتي تسمى أعالي إيشسفيلد ، وتتألف من 16 عميدًا و 129 أبرشية.

## ملحوظات
1. ↑  See pages 182 and 183 of Turner (1852).
2. ↑  Thus the Saxon (arch)bishops turned into prince-(arch)bishops, such as the Prince-Archbishops of Bremen  [لغات أخرى]‏ and Magdeburg, and the prince-bishops of Halberstadt، Lübeck، Ratzeburg، Schwerin as well as Verden etc.
3. ↑  ... Allstedt das hauß und die pfallentz zu Sachsen ... das obgenannte hauß Alstete mit der pfallentz von Sachsen doselbst ...; Urkunde Karls IV. vom 15. August 1363. Zitate nach Heinze 1925, p. 56, notes 120–121.